# Chaetomella horrida
Chaetomella horrida är en svampart som beskrevs av Oudem. 1902. Chaetomella horrida ingår i släktet Chaetomella, klassen Leotiomycetes, divisionen sporsäcksvampar och riket svampar.   Inga underarter finns listade i Catalogue of Life.